# Stella (1982, Thomas Langhoff)
Stella ist ein 1982 geschaffener Film des Fernsehens der DDR von Thomas Langhoff frei nach einem Trauerspiel von Johann Wolfgang von Goethe in der Erstfassung aus dem Jahr 1775.

## Handlung
Da die Handlung zu großen Teilen der Vorlage Johann Wolfgang von Goethes folgt, obwohl für diesen Film sogar zusätzliche Figuren erfunden wurden, ist der Ablauf fast vollständig in Stella nachzulesen.
Diese Geschichte spielt jetzt im Jahr 1806. Die Zeiten sind unsicher. Die napoleonischen Truppen sind nicht mehr fern, die sächsischen haben den Ort eben verlassen. Hier soll der deutsche Schriftsteller Ferdinand von Rauch (bei Goethe Fernando), der sich vor Jahren begeistert den französischen Revolutionstruppen angeschlossen hatte, das Terrain des kleinen thüringischen Dorfes erkunden. Hier ließ er vor längerer Zeit seine Geliebte Stella von Schindler zurück, die jetzt wiederum für die Sachsen spionieren soll. Bei ihr, die Ferdinand immer noch liebt, ist inzwischen Cäcilie Sommer mit ihrer sechzehnjährigen Tochter als Gesellschafterin in Stellung gegangen. Für Ferdinand bringt sein Auftrag nicht nur die Wiederbegegnung mit Stella, sondern auch unerwarteter Weise mit seiner Frau, denn sie ist jene Dame, die bei Stella Arbeit fand und deren Tochter auch Ferdinands ist.
Am Schluss flieht Ferdinand als ein vom Krieg, vom Leben, von der Liebe Gebeutelter über Felder und Wiesen Richtung Weimar. In einem großen Schwenk fixiert die Kamera heutige Neubauten von Jena und bestärkt damit, die der Filmadaption zugrunde liegende Absicht die Zuschauer anzusprechen, die Geschichte weiterzudenken.

## Produktion
Die Erstausstrahlung des auf ORWO-Color geschaffenen Films erfolgte am 29. August 1982 im 1. Programm des Fernsehens der DDR.

## Kritik
„Ganz unkonventionell entstand aus dem Kammerspiel ein äußerst dichter Fernsehfilm, bildhafte Metaphern wurden mit realen Vorgängen verwoben, stilisierte Aufnahmen führten den Zuschauer immer wieder in Distanz zum Geschehen, schufen Raum für eigene Assoziationen. Diese Montagetechnik scheint untrennbar verbunden mit der von lyrischer Grundstimmung getragenen Musik Georg Katzers, die fast permanent Bedrohungen suggeriert, damit zugleich Spannungsbögen schafft und so wesentlich den szenischen Vorgang trägt.“

„Dieser Film ist kein Spielfilm, und doch fesselt sein Drehbuch, dieser Film erzählt keine Liebesgeschichte, und doch spricht er Erfindungsreich in den symbolträchtigen Arrangements, prägnant in der Psychologie, nuanciert in Ton und Geste, denen das Sturm-Drang-Pathos ausgetrieben wurde, ohne ihnen die Leidenschaft zu nehmen, atmosphärisch dicht, phantasieanregend im Untertext, kann die stilsichere Regieleistung Langhoffs die Ungereimtheiten der Autorenarbeit des Teams Goethe/Gosch/Langhoff wohl mindern. Vergessenmachen kann sie diese nicht.“